# Conchi Zapata
Concepción Zapata Peñalva, detta Conchi (Mataró, 27 aprile 1964), è un'ex cestista spagnola.

## Carriera
Con la Spagna ha disputato due edizioni dei Campionati europei (1983, 1985).